# Pedro Mexía
 Pedro Mejía  (en grafies antigues Pero Mexia), (Sevilla, 1497 - ibídem, 1551) fou un escriptor, humanista i historiador espanyol del Renaixement.

## Biografia
Estudià humanitats i lleis a Sevilla i Salamanca. Fou veinticuatro de Sevilla i ocupà altres càrrecs diversos a la seva ciutat natal. Mantingué correspondència epistolar amb Erasme de Rotterdam, Lluís Vives i Juan Ginés de Sepúlveda. A la mort de Fra Antonio de Guevara, el 1548, fou nomenat cronista oficial de l'emperador Carles V.
Amb Silva de varia lección (1540), la seva obra més llegida i popular, obtingué un èxit editorial a tot Europa, de manera que l'obra fou ampliada en una segona edició a finals del mateix any: s'hi sumaven deu capítols a la tercera part i una quarta, apareguda en l'edició de Valladolid (1551), l'última afegida i corregida per Pedro Mejía. Es reimprimí disset vegades al mateix segle xvi i fou traduïda a l'italià (1542), al francès (1552) i a l'anglès (1571). En conjunt, la Silva assolí trenta-una edicions en castellà i setanta-cinc en llengües estrangeres, en el termini d'un segle. Es tracta d'una enciclopèdica miscel·lània, o barreja de matèries del més diversos interessos, que suposa un repertori del saber humanístic més amè de l'època. Pren materials de les Nits àtiques, d'Aule Gel·li; del Banquet dels sofistes d'Ateneu; de les Saturnals de Macrobi; dels Fets i dites memorables, de Valeri Màxim; dels Inventors de totes les coses de Polydore Vergil; de les Moralia i les Vides paral·leles, ambdues de Plutarc; i, sobretot, de la Història natural, de Plini el Vell; així com d'Erasme de Rotterdam. Hi ha petjades d'aquesta obra miscel·lània en Mateo Alemán, Miguel de Cervantes, Shakespeare i Montaigne, per esmentar només uns quants autors.
Va redactar una Historia Ymperial i Cesárea (Sevilla, 1545), que repassava la vida de diversos emperadors, des de Juli Cèsar fins a Maximilià I. El 1547, a Sevilla publicà els seus sis Col·loquis i diàlegs, obra escrita en forma de diàleg en la qual ofereix un interessant panorama sobre les qüestions més diverses: des de l'astronomia als costums i les creences de l'època. Com a cronista oficial de l'emperador, començà a escriure, el 1548, una Història de Carles V, que deixà incompleta en morir l'any 1551. El que romangué escrit arriba fins a la coronació imperial, a Alemanya, el 1520.